# Венесуэльско-тринидадские отношения
Венесуэльско-тринидадские отношения — двусторонние дипломатические отношения между Венесуэлой и Тринидадом и Тобаго. 

## История
В 1986 году президент Венесуэлы Хайме Лусинчи стал первым в этой должности, осуществившим государственный визит на Тринидад и Тобаго. Во время визита было подписано соглашение о технических, производственных и рыболовных правах. Несколько членов береговой охраны Тринидада и Тобаго прошли обучение испанскому языку для улучшения взаимодействия с венесуэльцами. Несмотря на подписание рыболовных соглашений, после окончания визита силами Венесуэлы были захвачены несколько тринидадских судов.
В последние годы Тринидад и Тобаго столкнулся с увеличением иммиграции из Венесуэлы: к 2018 году в страну иммигрировало, по оценкам, 40 000 венесуэльцев. Отношения между странами стали напряжёнными из-за большого притока венесуэльских беженцев, перегрузивших систему здравоохранения и государственные службы в островной стране. В итоге 16 500 венесуэльских беженцев получили временные рабочие визы и удостоверения личности с фотографией на срок от 6 месяцев до года.

## Торговля
Соглашение между Венесуэлой и Карибским сообществом о торговле и инвестициях отменяет пошлины на определенные товары между странами-участниками. Карибское сообщество имеет право на беспошлинный доступ к определенным продуктам и отмену пошлин на определённый экспорт в Венесуэлу.

## Дипломатические представительства
Венесуэла имеет посольство в Порт-оф-Спейне, а Тринидад и Тобаго содержит посольство в Каракасе.